# Markstein (Berkoth)
Markstein ist ein Weiler der Ortsgemeinde Berkoth im Eifelkreis Bitburg-Prüm in Rheinland-Pfalz.

## Geographische Lage
Markstein liegt rund 1 km nördlich von Berkoth auf einer Hochebene. Der Weiler ist hauptsächlich von landwirtschaftlichen Nutzflächen sowie etwas Waldbestand im Nordosten und Nordwesten umgeben. Westlich des Ortes fließt der Merlbach in Richtung des gleichnamigen Wohnplatzes.

## Geschichte
Zur genauen Entstehungsgeschichte des Weilers liegen keine Angaben vor. Namentlich genannt wird nur der zweite Weiler Berkoths, Heinischseifen, als Teil der Bürgermeisterei Weidingen. Markstein entstand vermutlich erst deutlich später.
Im Weiler Markstein sind zudem keine Kulturdenkmäler ausgewiesen.

## Wappen von Berkoth

Das Wappen der heute übergeordneten Gemeinde Berkoth wurde in Anlehnung an die vier Ortsteile der Gemeinde entworfen und stellt diese ebenfalls symbolisch dar.
Wappenbegründung: Im Schildhaupt sind Rot und Silber der Grafschaft Vianden zugrunde gelegt. Die vier Zinnen beziehen sich auf die Ortsteile Berkoth, Markstein, Heinischseifen und Burscheid. Der silberne Pfeil gilt als Attribut des Schutzpatrons Sebastian. Die Birke symbolisiert den Ortsnamen Berkoth. Die Axt nimmt Bezug auf das Roden von Wäldern.

## Naherholung
Rund um Markstein verläuft der Wanderweg 92 des Naturpark Südeifel. Es handelt sich um einen 14 km langen Rundwanderweg, der die Orte Berkoth und Krautscheid verbindet. Highlights am Weg sind die landwirtschaftlich geprägte Kulturlandschaft und das jährliche Autocross-Rennen bei Krautscheid.

## Wirtschaft und Infrastruktur

### Unternehmen
Im Weiler ist ein größerer landwirtschaftlicher Nutzbetrieb ansässig.

### Verkehr
Es existiert eine regelmäßige Busverbindung.
Markstein ist durch die Kreisstraße 61 erschlossen. Nördlich des Weilers verläuft die Landesstraße 9 von Krautscheid nach Philippsweiler.

## Einzelnachweis
1. ↑  Wanderweg 92 des Naturpark Südeifel, Berkoth. Abgerufen am 19. September 2021.